# Robocar Poli
Robocar Poli (Koreaans: 로보카 폴리; RR: Roboka Poli) is een Zuid-Koreaanse televisieserie gemaakt door RoiVisual. Robocar Poli bestaat uit 104 afleveringen van elf minuten. De serie heeft vier seizoenen gelopen.

## Synopsis
In het plaatsje Brooms leven de bewoners en de auto's in perfecte harmonie samen. De auto's van het reddingsteam -geholpen door hun vriendjes- helpen alle inwoners die in gevaar zijn. Een auto die in de regen van een klif glijdt, een verdwenen poesje, een auto-ongeluk of een kind opgesloten in een brandweerkazerne, écht iedereen wordt geholpen.

## Personages

### Reddingsteam
- Poli: (stem Hein Gerrits, seizoen 1 en 2. Job Bovenlander, seizoen 3 en 4) Politieauto, chef d'équipe.
- Amber: (stem Cystine Carreon) Ambulance. De slimste van het team.
- Roy: (stem Jelle Amersfoort) Brandweerwagen. De sterkste van het team.
- Helly/Heli: (stem Marc Nochem) Helicopter. De kleinste van het team.
- Jin: (stem Priscilla Knetemann). Receptioniste/telefoniste van het reddingsstation.

### Mountain Rescue Team
- Carry/Cargo
- Mark
- Bucky

### Bouwteam
- Mr. Builder/Meneer Bouwer: Voorman (stem: Lucas Dietens)
- Max: Wals
- Micky: Cementmolen
- Poke/Por: Graafmachine
- Bruner/Duwer: Bulldozer
- Bruny: Bulldozer. Kleine broertje van Duwer
- Dumpoo/Dump: Kiepwagen

### Bijrollen
- Kevin: Een jongen met blond haar. Hij is 6 jaar oud en is de hoofdrolspeler van "Verkeersveiligheid met Poli". Hij is beste vrienden met Doug en Lucy, de zoon van Sally en Bob en de oudere broer van Susie. Hij is laf, sarcastisch en snobistisch, maar hij is goed, zelfverzekerd en wordt vertrouwd door zijn vrienden, zijn familie en zelfs het reddingsteam. Hij heeft soms ruzie met Doug, hoewel ze elkaar samen met Lucy vertrouwen, omdat ze allemaal een belangrijke verkeersles van Poli en het reddingsteam hebben geleerd. Hij verscheen alleen in Verkeersveiligheid met Poli.
- Susie: Kevins jongere zus. Ze is als Annie in de originele Robocar Poli-serie.
- Bob & Sally: Ouders van Kevin en Susie.
- Doug: Een jongen met bruin haar en sproeten. Hij is ook beste vrienden met Kevin en Lucy.
- Jenny: Een meisje met rood haar. Ze is ook de klasgenoot van Kevin en Doug.
- Cindy: pizzabezorger.
- Peter: een jongen met blond haar. Hij verscheen alleen in Fire Safety with Roy en Daily Life Safety with Amber.
- Lucy: de jongere zus van Peter met rood haar. Ze is ook beste vrienden met Kevin en Doug.
- Robert: Vader van Peter en Lucy.
- Sarah: Moeder van Peter en Lucy.
- Buddy: Peters hond.
- Johnny: Een jongen met bruin haar. Hij is ook beste vrienden met Peter.
- Ralph: Johnny's vader.
- Cindy: Meisje met oranje haar. Ze is ook de klasgenoot van Peter, Johnny en Charles.
- Monica: Cindy's moeder.
- Charles: Jongen met zwart haar en een bril. Klasgenoot van Peter, Johnny en Cindy.
- Tommy: Brandweerman. Woont niet in Broom.
- Cleany/Poetsie: een straatveger. (stem: Frank Beurskens)
- Mini: Een lieve, verlegen en zachtaardige kei car  (stem: Lizemijn Libgott)
- Mr. Wheeler/Meneer Wieler: Gouverneur en monteur van Bezemstad. Opa van Betty. Hij is snobistisch, sarcastisch en narcistisch.
- Bussie: schoolbus

### Schurken
- Truck-X: Een ondeugende truck, die zichzelf vermomt als allerlei soorten vrachtwagens, hij verscheen alleen in Brave Mr. Musty. Hij ontvoerde Mini en haar vrienden, maar werd opgepakt en gearresteerd door Poli en zijn teamgenoten.
- Stroper: Een ondeugende jeep die op dieren jaagt. Hij verscheen alleen in Move Out! Battle in the Woods. Hij jaagde op het hert, maar werd betrapt en gearresteerd door het reddingsteam Brooms Town en een reddingsteam in de bergen.
- Human Kidnapper: Een vreemde die niets goeds heeft gedaan. Hij verscheen alleen in Don't Go with Strangers. Hij bedroog Peter en Johnny en ontvoerde Peter, maar werd gepakt en gearresteerd door Poli, toen Johnny om hulp riep.

## Episodes
| Seizoen | Seizoen | Afleveringen | Afleveringen | Oorspronkelijk uitgezonden | Oorspronkelijk uitgezonden |
| Seizoen | Seizoen | Afleveringen | Afleveringen | Eerste aflevering          | Laatste aflevering         |
| ------- | ------- | ------------ | ------------ | -------------------------- | -------------------------- |
|         | 1       | 26           | 26           | 28 februari 2011           | 12 juli 2011               |
|         | 2       | 26           | 26           | 26 december 2011           | 15 mei 2012                |
|         | 3       | 26           | 26           | 26 februari 2014           | 22 mei 2014                |
|         | 4       | 26           | 26           | 31 augustus 2015           | 24 november 2015           |